# まつきりな
まつき りな（1997年2月13日 - ）は、日本のタレント。岡山県倉敷市出身。気さくな性格が好かれ「まつき」と呼び捨ての愛称で親しまれ、イベント、LIVE配信番組、テレビでMC、アシスタントMC業を中心に活動の場を広げている。
おかやま観光特使、つやま産業支援センター特命大使。
YouTubeで1,300万PVを突破し話題となった、短編映画「触れた、だけだった。（純猥談）」への出演やABEMAのプロレス番組への出演に加え、
アサヒビール まろハイ、三井住友カード、カルビー Body Granolaなど多数広告にも出演。
夫はお笑いコンビ「コットン」のきょん。結婚報告と共に第1子の妊娠も発表した。

## 来歴
倉敷市立福田南中学校、倉敷翠松高等学校、戸板女子短期大学卒業。

### 読者モデルからタレントへ
大阪へ読者モデルのイベントに出演した際に、プロデューサーに声をかけられWEGOのモデルや関西の読者モデルとして活動をスタートさせた。岡山に住みながら東京や大阪へ行き来することが増える。
短大入学を理由に上京して、事務所にも入り芸能活動を始めたがその後事務所がなくなりフリーとなる。芸能界で生きると決めていたので就職活動はしなかった。フリーになって半年の間にいくつかの事務所に声をかけられたが、縁があり株式会社FOR YOUに所属する。
Instagramストーリーズで始めたこじらせた人への恋愛相談返し企画が話題となり数万件の質問が殺到した。
2019年1月13日から毎週第2・4日曜日には渋谷クロスFMにて「まつきりなのこじらせラジオ」がスタートし、メインパーソナリティーとしてお笑い芸人のゲストとリスナーからの恋愛相談にのっている。ラジオは30回を超え、過去芸人ゲストは50組以上となった。番組は2021年3月で終了した。
2019年秋に熱波師検定B有資格者を取得し、芸能界女性タレントで最も早く熱波師になった。
2020年2月にYouTubeで公開された大学生恋愛の短編映画、純猥談「触れた、だけだった。」では初めて演技に挑戦。ヒロインに抜擢され、再生回数は1000万回を突破した。
2025年7月3日、お笑いコンビ「コットン」のきょんとの結婚を発表。第1子を妊娠していることも明らかにした。

## 人物

### 趣味
お笑い、晩酌、グラビア鑑賞、可愛い子鑑賞、絶叫マシン、メイク、ピアノ、サウナ、喋ることなど。
ABEMA『ゆにばーす・ばいぶる』に出演したことがきっかけとなり、プロレスリング・ノア、WWEに夢中である。

### 家族
父、母、兄、妹。

## 出演

### テレビ
- 「Tune Live 2019」サブMC　(2019年4月)
- 「パパパパラビ！」(2019年9月23日、テレビ東京) - ゲスト
- 「うちのガヤがすみません![11]」(2020年2月11日、日本テレビ) - ゲスト
- 「謎のごちそう ミラクル・グルメ」(2020年3月21日、山陽放送) - ゲスト
- 「相席食堂[12]」(2020年4月7日、朝日放送) - ゲスト
- 「ゴッドタン」(2020年4月25日、テレビ東京) - ゲスト
- 「ソクラテスのため息」(2020年6月24日、テレビ東京) - 再現VTRで出演
- 「ミルンへカモン! なんしょん?[13]」(2020年8月、岡山放送)- ゲスト
- 「恋noミカタ」(2020年8月、岡山放送) - ゲスト
- 「発掘！DOKUSOシネマ[14]」(2020年10⽉ - 2021年9月16日、BSフジ) - アシスタントMC
- 「いいねの森」(2020年11月5日、テレビ朝日)- ゲスト
- 「村雨式調理[15]」(2021年1月19日、フジテレビ) - ゲスト
- 「スイモクチャンネル[16]」(2021年3月4日、3月25日、4月8日、4月15日、4月22日、4月29日、BS-TBS) - ゲスト
- 「DJ OSSHY × まつきりな　推しナイト！」(2021年5月 - 2022年3月24日 、BSフジ）- アシスタントMC
- 「上田と女が吠える夜」(2022年4月27日、日本テレビ)- ゲスト[5]
- 「わがまま!気まま!旅気分」(2022年7月、BSフジ他)
- 「叡智のムダ使い」(2022年7月、TBS)
- 「わがまま!気まま!旅気分」(2022年10月、BSフジ他)
- 「新春 俳句バトル！〜夏井いつきと言葉の世界にひたる〜」(2023年1月、NHK Eテレ)

- 「恋がイキナリさめる瞬間トキ カエル王子と言いたがりの姫」（2023年10月、TBS  モクバラナイト）
- 「二軒目どうする? 〜ツマミのハナシ〜」（2024年2月、テレ東）
- 「1分間だけお時間ください！」（2024年5月、OHK岡山放送）

### 広告
- 「 MEDULLA[17] 」TVCM (2020年5月)
- バンドルカード WebCM (2020年8月)
- ドラゴンボールZ ドッカンバトル WebCM (2020年9月)
- 「三洋環境株式会社[18]」TVCM (2021年4月〜)
- 「電子印鑑GMOサイン[19]」WebCM タクシーCM (2021年6月〜)
- For you 「三井住友カード 家族ポイント」WEBCM[20][21] (2022年1月〜)
- 三菱自動車工業「eKクロス EV」インフォマーシャル (2022年8月)
- 両備グループ 岡山交通 TVCM (2023年1月)
- まろハイ TVCM (2023年6月)
- カラコンブランド「en Giorno(アンジョルノ)」イメージモデル(2023年9月)
- カルビー「Body Granola」WEB CM(2024年1月)
- ｐｄｃ 「酒粕パックグロー」WEBCM (2024年5月)
- SPICARE 「V3ファンデーション 」(2024年5月)
- 岡山県知事選挙（2024年10月）

### Web
- モデルプレスTV「ナナイロサタデー[22]」MC (2016年5月)
- AbemaTV「Abema news」(2016年9月)
- AbemaTV「KANCOS HOLIC[23]」(2018年6月)
- AbemaTV「途中下車の恋街[24]」#11(2018年7月)
- DHCテレビ「DHCキレイを磨く！エクストリームBeauty[25]」(2018年11月)
- ABCテレビ「第40回ABCお笑いグランプリ[26]」優勝予想 (2019年7月)
- smart×17LIVE PHOTOBOOK 一般販売記念配信MC (2020年10月)
- THORNY PATH Webモデル (2021年1月)
- 花王アクアリッチ Webムービー[27] (2021年3月)
- ゆにばーす・ばいぶる MC (2021年12月3日 - 、ABEMA格闘ch)
- AmazonPrimeVideo YouTube「#勝手にドキュメンタル大賞」ゲスト (2021年12月)
- DOKUSO映画館「発掘!DOKUSOシネマ」アシスタントMC (2021年12月〜)
- AbemaTV「NOAH "THE NEW YEAR" 2022」(2022年1月1日、コメンテーター)
- 富士フイルム「今日からプリントデイズ」Webドラマ (2022年4月)
- 「TOON GATE 縦スクマンガ制作リアリティショー」サポーター (レギュラー) (2022年6月28日 - 、YouTube) [28][29]
- 講談社YouTube「本音ゼミ」(2022年7月〜)
- 界隈騒然!?ヨモヤマニュースSHOW!（2023年3月30日、ABEMA）[30]
- TRAIN TV「黙喜利」（2024年4月〜）
- WWE レッスルマニア2024　中継現地リポーター担当（2024年4月、ABEMA）

### ドラマ
- YouTubeドラマ「YouTuberアバンティーズ誕生物語 『LUCKY』[31]」(2017年12月)
- 短編Webドラマ 純猥談「触れた、だけだった。[32]」 (2020年2月)
- au5G ×「あざとくて何が悪いの？」ミニドラマ サキ役 (2021年9月)
- テレビ東京「完全に詰んだイチ子はもうカリスマになるしかないの」奥野多江役 (2022年11月)

### 映画
- 清竜人監督作「IF I STAY OUT OF LIFE…[33]」ユリ役 (2022年9月)

### MV
- アンテナ「底なしの恋[34]」ヒロイン役(2016年1月)
- Cloque.「あえか[35]」ヒロイン役(2017年2月)
- The coridras 「own song[36]」ヒロイン役(2017年7月)
- NOBU「いま、太陽に向かって咲く花[37]」リリックビデオ(2017年8月)
- osage「アナログ[38]」(2019年9月)
- HARUKA「ファインダー越しの君」ヒロイン役(2019年10月)
- TOMOO「風に立つ[39]」ヒロイン役(2020年4月)

### 雑誌
- mer
- CHOKI CHOKI GIRLS
- Soup.
- SNG
- CanCam
- 集英社 週刊プレイボーイ

### ラジオ
- 渋谷クロスFM「まつきりなのこじらせラジオ」(2019年1月13日 - 2021年3月28日) - MC
- FM岡山「Fresh Morning OKAYAMA」(2020年8月7日、8月14日、8月21日) - ゲスト[40]
- 渋谷クロスFM「まつきりなと樅野太紀の岡山ぶちあげラジオ」（2021年4月25日 - 2021年12月26日 ）- MC
- 朝日放送ラジオ「緒方憲太郎の道に迷えばオモロい方へ」（2022年4月2日 - ）[41]

#### 「まつきりなのこじらせラジオ」過去のゲスト
- 2019.01.13 東京ホテイソン/森山あすか
- 2019.01.17 クマムシ/丸山礼
- 2019.02.10 アイデンティティ/いかちゃん
- 2019.03.10 もう中学生/LOVE
- 2019.03.24 永野/シオマリアッチ
- 2019.04.14 長友光弘（響）/あぁ〜しらき
- 2019.04.28 マシンガンズ/むらせ
- 2019.05.12 ハリウッドザコシショウ/天津木村
- 2019.05.26 しゅんしゅんクリニックP/どぶろっく
- 2019.06.09 なだぎ武/イワイガワ
- 2019.06.30 魍魎ズ/パーマ大佐
- 2019.07.14 石出奈々子/タイムマシーン3号
- 2019.07.28 とにかく明るい安村/ですよ。
- 2019.08.11 沙羅/きつね
- 2019.08.25 ニューヨーク
- 2019.09.08 トニーフランク/ジャガーズ
- 2019.09.22 COWCOW/グランジ
- 2019.10.27 澤井直人/白武ときお/岡田康太（なかよしビクトリーズ）
- 2019.11.10 アントニー（マテンロウ）/ティモンディ
- 2019.11.24 バイク川崎バイク/若井おさむ/ZAZY
- 2019.12.08 ラフレクラン/ひょっこりはん
- 2019.12.22 ジョイマン
- 2020.01.01 大西ライオン/Gパンパンダ
- 2020.01.26 ピスタチオ
- 2020.02.09 ゾフィー
- 2020.03.08 ネルソンズ
- 2020.03.22 大自然
- 2020.04.12 コロコロチキチキペッパーズ
- 2020.09.27 納言
- 2020.10.11 さすらいラビー
- 2020.10.25 わらふぢなるお
- 2020.11.08 ウエストランド
- 2020.12.13 蛙亭
- 2020.12.27 TEAM BANANA
- 2020.01.24 空気階段
- 2021.02.14 ゆにばーす
- 2021.02.28 スクールゾーン
- 2021.03.14 赤もみじ
- 2021.03.28 オズワルド

#### 「まつきりなと樅野太紀の岡山ぶちあげラジオ」過去ゲスト
- 2021.04.25 河本準一
- 2021.05.23 かが屋